# Kora triász
A kora triász a triász földtörténeti időszak három kora közül a legkorábbi, amely 251,902 ± 0,024 millió évvel ezelőtt (mya) kezdődött a perm időszak után, és ~247,2 mya ért véget a középső triász kor kezdetekor. Kronosztratigráfiai megfelelője az alsó triász sorozat. A szakirodalomban bevett rövidítése Tr1. A kora triász során keletkezett a buntsandstein nevű litosztratigráfiai egység, az úgynevezett germán triász középső része.

## Tagolása
A kort az alábbi két korszakra tagolják (a korábbitól a későbbi felé haladva):
- Indusi korszak: 251,902 ± 0,024 – 251,2 Ma
- Olenyoki korszak: 251,2 – 247,2 Ma

## Élővilág
A kora triász és a perm végének határán történt az élővilág ismert legnagyobb léptékű kihalási eseménye, a perm–triász kihalási esemény, amelynek cezúrája véget vetett a paleozoikum földtörténeti időnek. A korallok, pörgekarúak, puhatestűek, tüskésbőrűek és egyéb gerinctelenek számos faját a kihalási hullám teljesen eltörölte. 
A kora triász jellemző kemény héjjal rendelkező tengeri gerinctelen élőlényei a kagylók, csigák, ammoniteszek, tengerisünök voltak.